# Molí de Cirera
El Molí de Cirera és un molí del municipi de Borredà (Berguedà) inclosa en l'Inventari del Patrimoni Arquitectònic de Catalunya.

## Descripció
El molí fariner del Cirera és una construcció que segueix l'esquema tradicional de la masia, amb coberta a dues aigües i el carener paral·lel a la façana orientada a llevant. La construcció comptava amb planta baixa, primer pis i golfes, però en ésser adaptada a finals dels vuitanta del segle XX com a casa de colònies, es sobrealçà la construcció dos pisos més però respectant el seu aspecte original. El parament és de pedra irregular, disposada en filades i amb les llindes de les obertures de fusta. Al costat del molí es conserven les moles originals.

## Història
El molí fariner era propietat de la família Cirera, documentada a Borredà des del segle x. De la gran masia situada dins del terme parroquial de Rotgers, els Cirera s'establiren a Borredà on iniciaren una important activitat artesanal al sector de la llana, conservant el treball i l'explotació agrària del mas. El molí fou construït al s. XVIII, en una època de màxima explotació dels recursos hidràulics en favor de la modernització agrícola i de la comercialització dels cereals.